# تايلر ويليامسون
تايلر ويليامسون (بالإنجليزية: Tyler Williamson)‏ هو لاعب غولف أمريكي، ولد في 17 مايو 1972 في ساكرامنتو في الولايات المتحدة.

## وصلات خارجية
- تايلر ويليامسون على موقع رابطة لاعبي الغولف المحترفين (الإنجليزية)
- تايلر ويليامسون على موقع التصنيف العالمي الرسمي للغولف (الإنجليزية)